# Чемпіонат U-19 України з футболу 2018—2019
7-ма юнацька першість України з футболу проходила з 9 серпня 2018 року по 31 травня 2019 року.

## Учасники
У турнірі беруть участь 14 юнацьких команд:
| - «Арсенал-Київ» (Київ) - «Волинь» (Луцьк) - «Ворскла» (Полтава) - «Десна» (Чернігів) - «Динамо» (Київ) - «Зоря» (Луганськ) - «Карпати» (Львів) | - ФК «Львів» - ФК «Маріуполь» - МФК «Металург» (Запоріжжя) - ФК «Олександрія» - «Олімпік» (Донецьк) - «Чорноморець» (Одеса) - «Шахтар» (Донецьк) |

 — нові команди.

## Турнірна таблиця
| М  | Команда               | І  | В  | Н | П  | РМ     | О  |
| -- | --------------------- | -- | -- | - | -- | ------ | -- |
|    | «Динамо» U-19         | 26 | 23 | 2 | 1  | 83−22  | 71 |
|    | «Шахтар» U-19         | 26 | 22 | 4 | 0  | 69−8   | 70 |
|    | «Карпати» U-19        | 26 | 14 | 5 | 7  | 54−39  | 47 |
| 4  | «Волинь» U-19         | 26 | 14 | 1 | 11 | 50−36  | 43 |
| 5  | ФК «Маріуполь» U-19   | 26 | 12 | 6 | 8  | 40−32  | 42 |
| 6  | «Зоря» U-19           | 26 | 11 | 6 | 9  | 32−25  | 39 |
| 7  | «Ворскла» U-19        | 26 | 12 | 3 | 11 | 39−34  | 39 |
| 8  | «Арсенал-Київ» U-19   | 26 | 12 | 2 | 12 | 51−62  | 38 |
| 9  | ФК «Олександрія» U-19 | 26 | 10 | 6 | 10 | 42−30  | 36 |
| 10 | ФК «Львів» U-19       | 26 | 9  | 4 | 13 | 30−50  | 31 |
| 11 | МФК «Металург» U-19   | 26 | 9  | 3 | 14 | 55−61  | 30 |
| 12 | «Чорноморець» U-19    | 26 | 8  | 4 | 14 | 23−42  | 28 |
| 13 | «Олімпік» U-19        | 26 | 1  | 2 | 23 | 12−31  | 5  |
| 14 | «Десна» U-19          | 26 | 1  | 0 | 25 | 16−124 | 3  |

«Олімпік U-19» виключений зі змагань згідно з рішенням КДК ФФУ, в усіх матчах, починаючи з 15-го туру, команді зараховані технічні поразки −:+.

## Найкращі бомбардири
| № | Футболіст        | Команда        | Голи (пен.) |
| - | ---------------- | -------------- | ----------- |
| 1 | Артем Бондаренко | «Шахтар» U-19  | 20 (5)      |
| 2 | Василь Руніч     | «Карпати» U-19 | 18 (5)      |
| 3 | Євгеній Ісаєнко  | «Динамо» U-19  | 17 (3)      |